# Veronica austriaca
Veronica d'Austria (nome scientifico Veronica austriaca L., 1759) è una pianta erbacea annua appartenente alla famiglia delle Plantaginaceae.

## Etimologia
Il nome generico (Veronica) deriva dal personaggio biblico Santa Veronica, la donna che ha dato a Gesù un panno per asciugare il suo volto mentre è sulla via del Calvario. Alcune macchie e segni sui petali della corolla di questo fiore sembrano assomigliare a quelli del sacro fazzoletto di Veronica. Per questo nome di pianta sono indicate altre etimologie come l'arabo "viru-niku", o altre derivate dal latino come vera-icona (immagine vera). L'epiteto specifico (austriaca) fa riferimento alle probabili origini della pianta.
Il nome scientifico della specie è stato definito da Linneo (1707–1778), conosciuto anche come Carl von Linné, biologo e scrittore svedese considerato il padre della moderna classificazione scientifica degli organismi viventi, nella pubblicazione "Systema Naturae. Editio decima, reformata" (Syst. Nat., ed. 10. 2: 849. 1759) del 1759.

## Descrizione

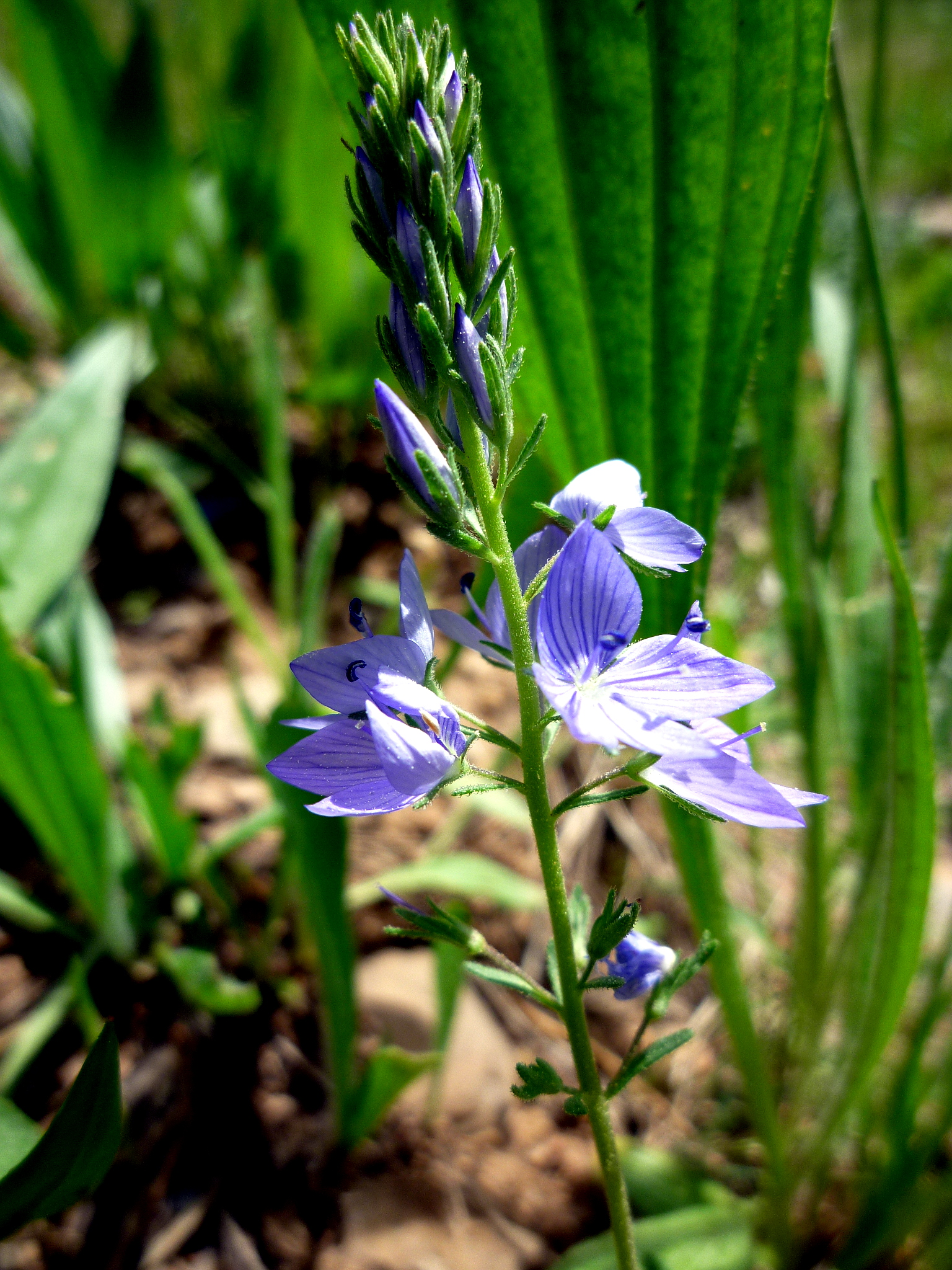
Il portamento

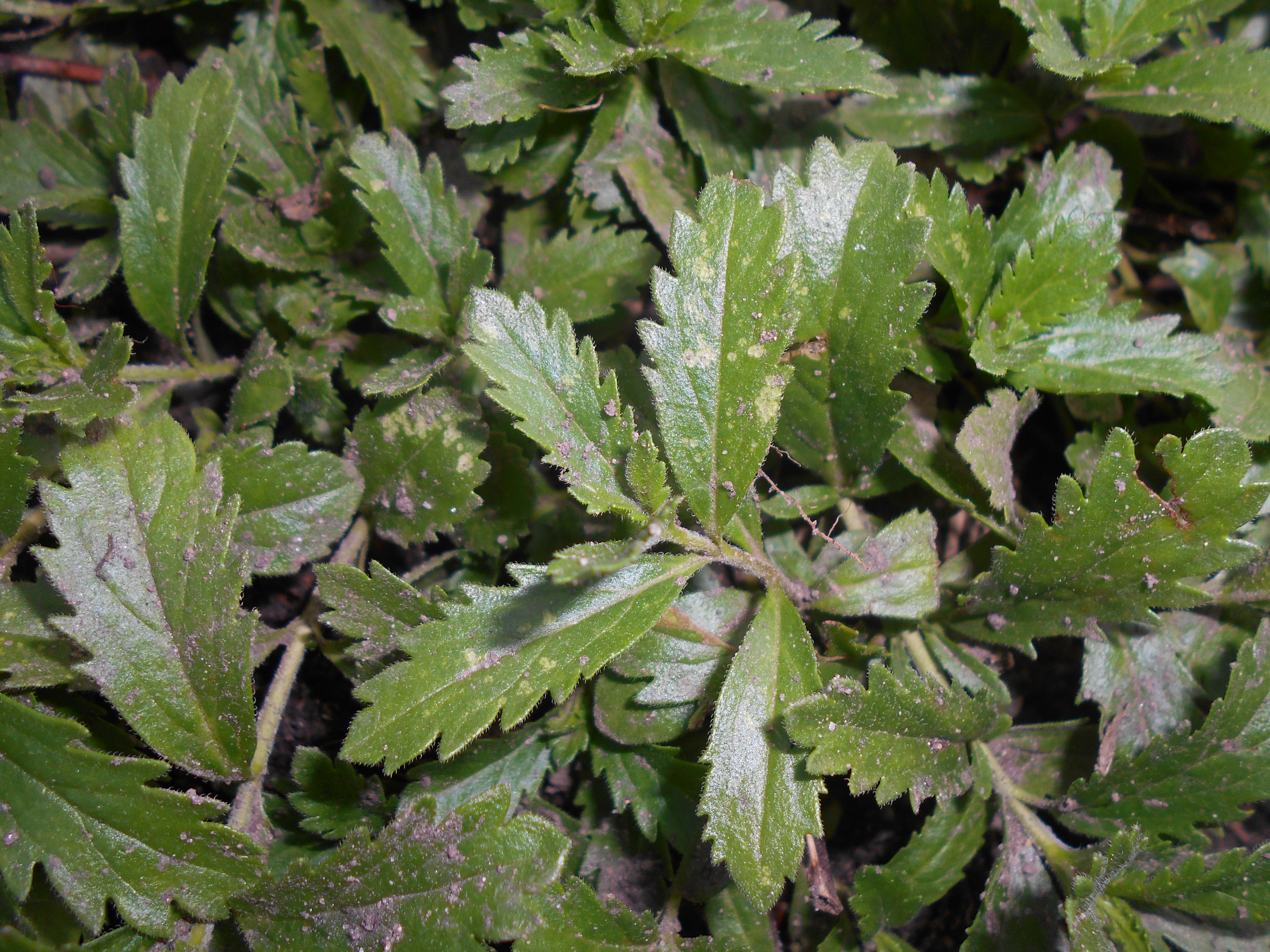
Le foglie

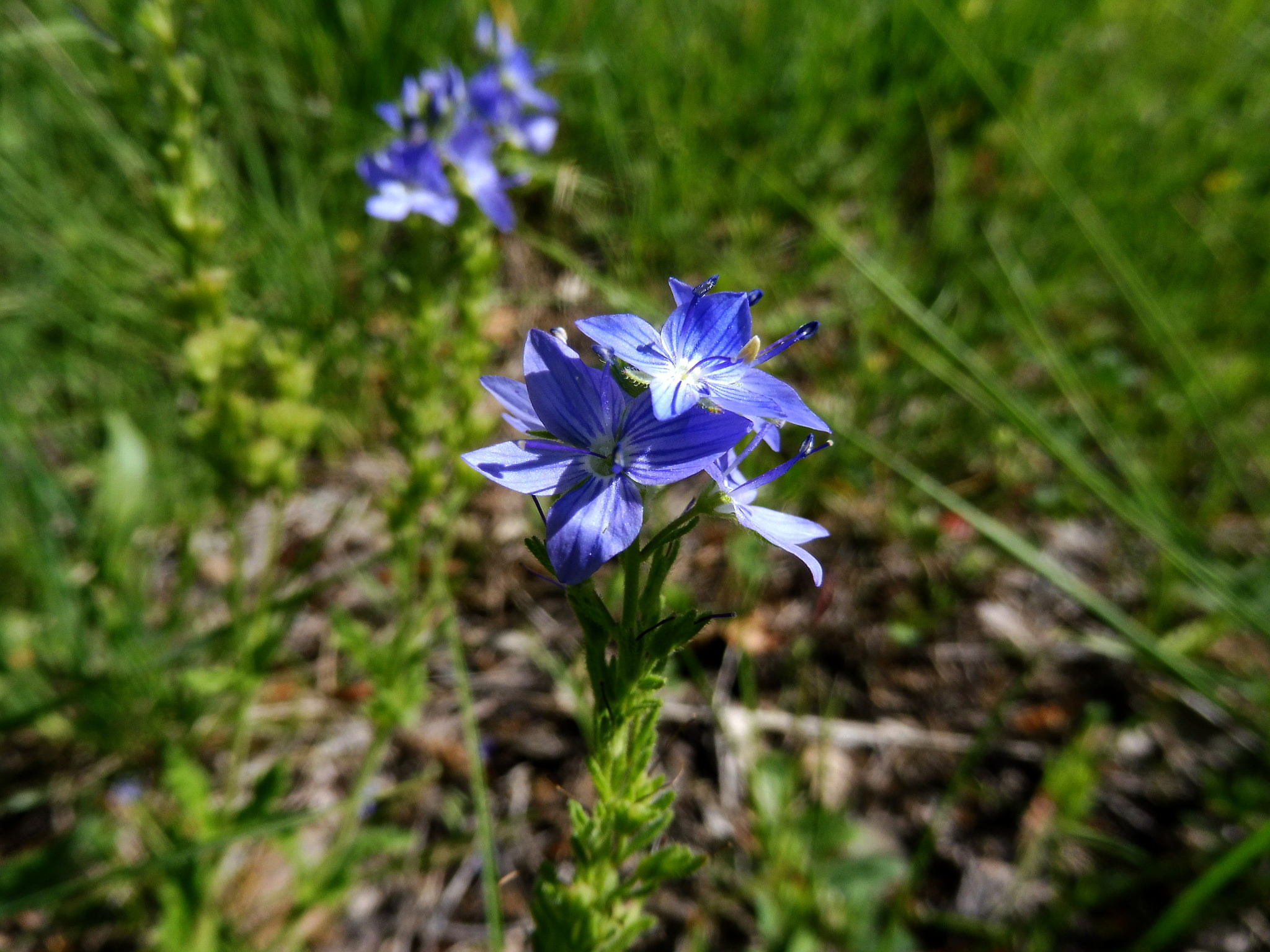
Infiorescenza

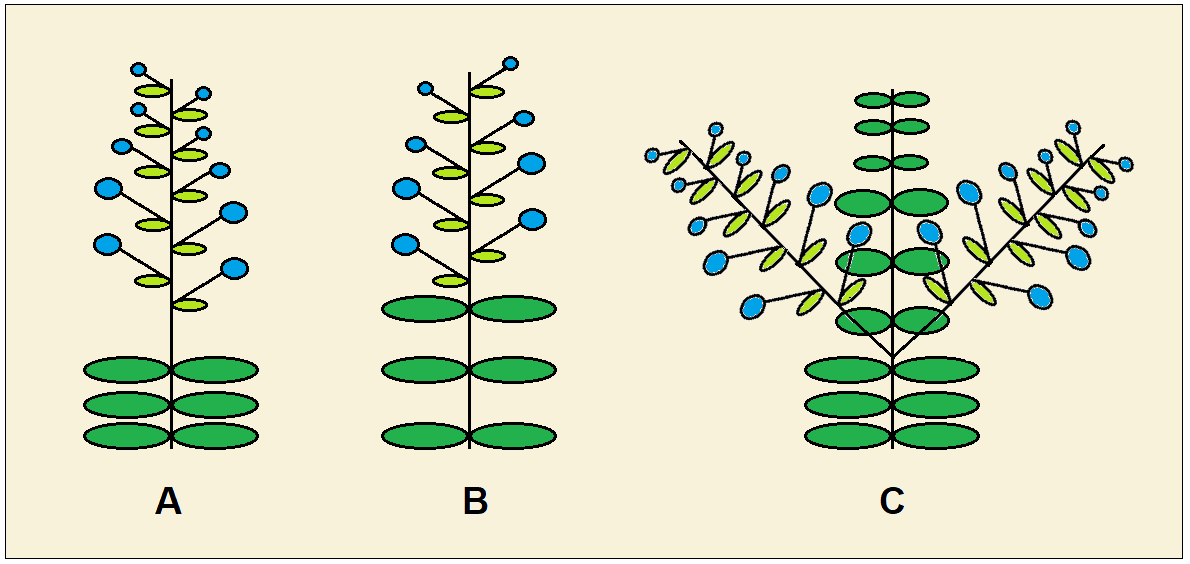
Racemi dell'infiorescenza delle veroniche: A) racemi terminali separati dalle foglie; B) racemi terminali non separati dalle foglie; C) racemi laterali

(I seguenti dati si riferiscono alla sottospecie austriaca.) La lunghezza di queste piante varia tra 15 e 40 cm. La forma biologica è emicriptofita scaposa (H scap), ossia in generale sono piante erbacee, a ciclo biologico perenne, con gemme svernanti al livello del suolo e protette dalla lettiera o dalla neve e sono dotate di un asse fiorale eretto e spesso privo di foglie.

### Radici
Le radici sono secondarie da rizoma.

### Fusto
La parte aerea del fusto è eretta con lunghi peli (1 mm).

### Foglie
Le foglie sono disposte in modo opposto e sono sessili. La forma della lamina varia da lanceolata a lineare. Il contorno è intero o seghettato (fino ad essere pennatosetto) debolmente revoluto. Il colore è verde intenso. La superficie è ricoperta sparsamente da peli crespi oppure è subglabra. Le foglie del getto vegetativo terminale hanno delle forme lineari, intere o subintere con margini decisamente revoluti. Dimensione delle foglie: larghezza 3 – 15 mm; lunghezza 20 – 50 mm. Lunghezza dei peli: 0,1 - 0,8 mm.

### Infiorescenza
Le infiorescenze sono dei racemi laterali, cioè inseriti alle ascelle di foglie normali (tipo C – vedi figura) e l'asse principale termina con un getto privo di fiori. Nell'infiorescenza sono presenti delle brattee a forma spatolata con bordi debolmente dentellati (quelle superiori sono più strette). I fiori sono posizionati all'ascella di una brattea. Le brattee sono disposte in modo alterno (a volte sono opposte). I fiori hanno dei pedicelli lunghi una o due volte la relativa brattea. Nell'infiorescenza non sono presenti ghiandole. 

### Fiore
I fiori sono ermafroditi e tetraciclici (composti da 4 verticilli: calice – corolla – androceo – gineceo), pentameri (calice e corolla divisi in cinque parti).
- Formula fiorale:

X o * K (4–5), [C (4) o (2+3), A 2+2 o 2], G (2), capsula.
- Calice: il calice campanulato, gamosepalo e più o meno attinomorfo, è diviso in 4 lacinie ben sviluppate, con forme da lineari a lineari-lanceolate. È presente una quinta lacinia superiore molto più piccola. La superficie del calice è subglabra o ricoperta da peli crespi.
- Corolla: la corolla è gamopetala e debolmente zigomorfa con forme tubolari (il tubo è corto) e terminante in quattro larghi lobi da ovali a orbicolari e patenti (il lobo superiore è leggermente più grande – due lobi fusi insieme, quello inferiore è più stretto). La corolla è resupinata; i lobi sono appena embricati. Il colore della corolla è celeste intenso. Larghezza della corolla (diametro): 9 – 14 mm.
- Androceo: gli stami sono due (gli altri tre sono abortiti) e sono leggermente più corti della corolla. I filamenti sono adnati alla corolla. Le antere hanno due teche più o meno separate, uguali con forme arrotondate.
- Gineceo: il gineceo è bicarpellare (sincarpico - formato dall'unione di due carpelli connati). L'ovario (biloculare) è supero con forme ovoidi e compresso lateralmente. Gli ovuli per loculo sono da numerosi a pochi (1–2 per loculo), hanno un solo tegumento e sono tenuinucellati (con la nocella, stadio primordiale dell'ovulo, ridotta a poche cellule).[11] Lo stilo, filiforme con stigma capitato e ottuso, è breve e non sporge dalla insenatura della corolla. Il disco nettarifero è presente nella parte inferiore della corolla (sotto l'ovario). Lunghezza dello stilo: 4 – 5 mm circa.

### Frutti
Il frutto è del tipo a capsula divisa fino a metà in due lobi. La forma della capsula è da ovale a subrotonda, sono smarginate e sono lunghe più o meno come il calice. La deiscenza è loculicida tramite due valve. I semi sono pochi con dimensioni 0,5-2 x 0,7-2,6 mm..

## Riproduzione
- Impollinazione: l'impollinazione avviene tramite insetti (impollinazione entomogama).
- Riproduzione: la fecondazione avviene fondamentalmente tramite l'impollinazione dei fiori (vedi sopra).
- Dispersione: i semi cadendo a terra (dopo essere stati trasportati per alcuni metri dal vento – disseminazione anemocora) sono successivamente dispersi soprattutto da insetti tipo formiche (disseminazione mirmecoria). L'elaisoma (sostanza zuccherina) biancastra all'interno dei semi attira le formiche.[9]

## Tassonomia
La famiglia di appartenenza (Plantaginaceae) è relativamente numerosa con un centinaio di generi. La classificazione tassonomica di questa specie è in via di definizione in quanto fino a poco tempo fa il suo genere apparteneva alla famiglia delle Scrophulariaceae (secondo la classificazione ormai classica di Cronquist), mentre ora con i nuovi sistemi di classificazione filogenetica (classificazione APG) è stata assegnata alla famiglia delle Plantaginaceae; anche i livelli superiori sono cambiati (vedi il box tassonomico iniziale). Questa pianta appartiene alla sottotribù Veroniciinae (tribù Veroniceae e sottofamiglia Digitalidoideae). Il genere Veronica è molto numeroso con oltre 250 specie a distribuzione cosmopolita.

### Filogenesi
La specie V. austriaca appartiene alla sezione Veronica. Questa sezione è caratterizzata da un ciclo biologico perenne, dalle infiorescenze formate da racemi laterali, i fusti terminano con un getto vegetativo al di sopra dei racemi, la capsula ha una deiscenza loculicida (si apre tramite due valve), i semi sono pochi con dimensioni 0,5-2 x 0,7-2,6 mm.
La specie V. austriaca inoltre fa parte del Gruppo V. austriaca a cui appartengono le seguenti specie (relativamente all'areale italiano): V. austriaca, Veronica prostrata L. e Veronica orsiniana Ten.. Questo gruppo, molto polimorfo e rappresentato da tutti i livelli di diploidia (da diploide a decaploide), si presenta con i seguenti caratteri:
- i fusti sono eretti o prostrati con pubescenza formata da peli incurvati;
- le foglie sono sessili con forme da intere a pennatosette;
- le infiorescenze sono formate da 1 - 4 racemi laterali con molti fiori; la pubescenza è formata da peli semplici e incurvati (non ghiandolari);
- I pedicelli sono lunghi una o due volte le relative brattee;
- le lacinie del calice, con forme da lineari a lineari-lanceolate, sono 4-5; in genere 4 grandi e una (superiore) minore o ridotta a un dentello;
- il colore della corolla è azzurro;
- le capsule hanno delle forme da ovali a subrotonde, sono smarginate e sono lunghe più o meno come il calice.

Questo gruppo in Europa è distribuito nella zona media e sud-orientale con centro principale nella Penisola Balcanica.
Le tre specie (e sottospecie) componenti questo gruppo si distinguono per i seguenti caratteri:
| Specie/sottospecie            | Portamento del fusto   | Lamina delle foglie                                   | Dimensione corolla (mm) |
| ----------------------------- | ---------------------- | ----------------------------------------------------- | ----------------------- |
| V. austriaca subsp. austriaca | Eretto                 | Da lanceolate a lineari con bordi interi              | 9 - 12                  |
| V. austriaca subsp. jacquinii | Eretto                 | Pennatosette con lacinie lineari                      | 9 - 14                  |
| V. austriaca subsp. teucrium  | Eretto                 | Da largamente ovate a lanceolate con bordi seghettati | 12 - 16                 |
| V. prostrata                  | Prostrato o ascendente | Da lineari a oblunghe con bordi crenati               | 6 - 9                   |
| V. orsiniana                  | Prostrato o ascendente | Da largamente ovali a subrotonde con bordi seghettati | 10 - 15                 |

In ricerche di tipo filogenetico più recenti (2004) la specie di questa voce è stata inserita nel subgenere Pentasepalae.
Il numero cromosomico di V. austriaca è: 2n = 48 - 64.

### Sottospecie
Per questa specie sono riconosciute valide le seguenti sottospecie:

#### Sottospecieaustriaca
.

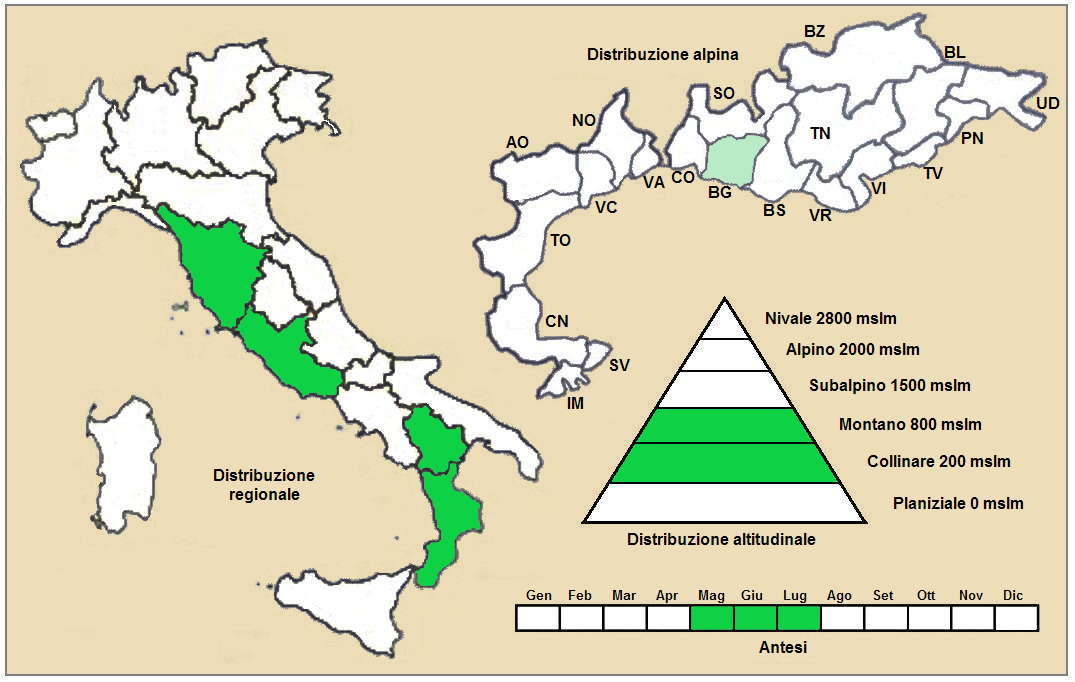
Distribuzione della sottospecie austriaca
(Distribuzione regionale -Distribuzione alpina)

- Nome scientifico: Veronica austriaca subsp. austriaca.
- Descrizione: (è la specie principale – per la descrizione vedi sopra).
- Fioritura: da maggio a luglio.
- Geoelemento: il tipo corologico (area di origine) è Centro ed Est-Europeo.
- Distribuzione: in Italia è una specie molto rara e si trova al Sud. Nelle Alpi è presente ad oriente, in particolare in Austria (Länder del Tirolo Settentrionale, Tirolo Orientale, Carinzia, Stiria e Austria Inferiore). Sugli altri rilievi europei collegati alle Alpi si trova nel Massiccio del Giura, Pirenei, Monti Balcani e Carpazi.[16]
- Habitat: per questa pianta gli habitat tipici sono i prati aridi, i cespuglieti, i margini boschivi e i cedui. Il substrato preferito è calcareo con pH basico, bassi valori nutrizionali del terreno che deve essere arido.[16]
- Distribuzione altitudinale: sui rilievi queste piante si possono trovare da 500 fino a 1.500 m s.l.m.; nelle Alpi frequentano quindi i seguenti piani vegetazionali: collinare e montano.
- Fitosociologia:

- dal punto di vista fitosociologico alpino la sottospecie di questa voce appartiene alla seguente comunità vegetale:

- Formazione: delle comunità a emicriptofite e camefite delle praterie rase magre secche
- Classe: Festuco-Brometea
- Ordine: Festucetalia valesiacae
- per l'areale completo italiano la sottospecie di questa voce appartiene alla seguente comunità vegetale:

- Macrotipologia: vegetazione delle praterie
- Classe: Festuco valesiacae-Brometea esecti Br.-Bl. & Tüxen ex Br.-Bl., 1949
- Ordine: Scorzonero villosae-Chrysopogonetalia grylli Horvatic & Horvat in Horvatic, 1963
- Alleanza: Hippocrepido glaucae-Stipion austroitalicae Forte & Terzi in Forte, Perrino & Terzi, 2005
- Suballeanza: Violo pseudogracilis-Bromopsienion caprimae (Terzi 2011) Biondi & Galdenzi, 2012
Descrizione. la suballeanza Violo pseudogracilis-Bromopsienion caprimae è relativa alle praterie secondarie ricche di specie che si sviluppano su suoli umidi a substrato calcareo dell'Appennino lucano. Questa cenosi si compone di specie pioniere, emicriptofitiche e camefitiche, sia endemiche che orofite Sud-Europee e mediterraneo-montane.
Specie presenti nell'associazione: Filipendula vulgaris, Asphodelus albus, Luzula sieberi, Knautia dinarica, Tragopogon pratensis, Laserpitium latifolium, Linum capitatum, Polygala angelisii, Seseli peucedanoides, Oxytropis caputoi, Helianthemum canum, Laserpitium garganicum, Hippocrepis glauca, Jurinea mollis, Cerastium tomentosum, Achillea lucana, Geranium cinereum, Bromopsis caprina, Knautia calycina, Viola pseudogracilis, Potentilla calabra, Rhinanthus minor, Tragopogon crocifolius, Saxifraga carpetana.

#### Sottospeciejacquinii
.

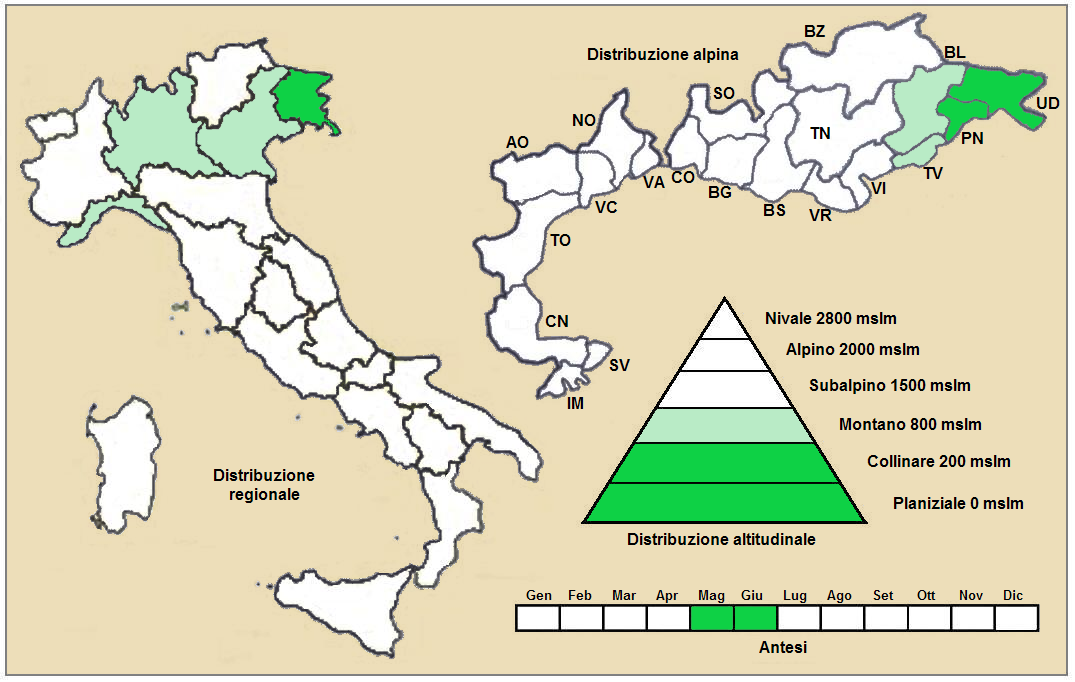
Distribuzione della sottospecie jacquinii
(Distribuzione regionale -Distribuzione alpina)

- Nome scientifico: Veronica austriaca subsp. jacquinii (Baumg.) Eb. Fisch., 1998.
- Nome comune: veronica di Jacquin.
- Descrizione:

- altezza della pianta: 10 - 50 cm;
- foglie: la forma delle foglie varia da ovali a subrotonde con contorno pennatosetto con lacinie da lineari a lanceolate intere o dentate; la superficie è ricoperta da peli crespi; anneriscono nel secco; dimensioni delle foglie: larghezza 1 - 3 cm; lunghezza 2 - 5 cm;
- il calice è ricoperto da peli crespi oppure è subglabro;
- il colore della corolla è celeste con diametro di 9 - 14 mm.
- Fioritura: da maggio a giugno.
- Geoelemento: il tipo corologico (area di origine) è Sud Est-Europeo.
- Distribuzione: in Italia è una specie rara e si trova sul Carso Triestino e nei Friuli. Fuori dall'Italia, sempre nelle Alpi, questa specie si trova in Slovenia.[16]
- Habitat: per questa pianta gli habitat tipici sono i prati aridi e sassosi, i cespuglieti e i cedui. Il substrato preferito è calcareo e calcareo/siliceo con pH basico, bassi valori nutrizionali del terreno che deve essere arido.[16]
- Distribuzione altitudinale: sui rilievi queste piante si possono trovare fino a 800 m s.l.m.; nelle Alpi frequentano quindi i seguenti piani vegetazionali: collinare e in parte quello montano (oltre a quello planiziale – a livello del mare).
- Fitosociologia:

- dal punto di vista fitosociologico alpino la sottospecie di questa voce appartiene alla seguente comunità vegetale:

- Formazione: delle comunità delle macro- e megaforbie terrestri
- Classe: Trifolio-Geranietea sanguinei
- Ordine: Origanetalia vulgaris
- Alleanza: Geranion sanguinei
- per l'areale completo italiano la sottospecie di questa voce appartiene alla seguente comunità vegetale:

- Macrotipologia: vegetazione delle praterie. 
- Classe: Festuco valesiacae-brometea erecti Br.-Bl. & Tüxen ex Br.-Bl., 1949
- Ordine: Festucetalia valesiacae Br.-Bl. & Tüxen ex Br.-Bl., 1949
- Alleanza: Cirsio-brachypodion pinnati Pinnati Hadac & Klinka in Klinka & Hadac, 1944
Descrizione: l'alleanza Cirsio-brachypodion pinnati comprende praterie steppiche semi-aride (meso-xerofile) dominate da Brachypodium pinnatum e Bromus erectus, che si sviluppano su suoli profondi e calcarei in aree calde ed aride. La distribuzione dell'alleanza è relativa alle regioni sub-continentale dell'Europa centro-orientale, mentre In Italia è distribuita soprattutto sulle Alpi. Tradizionalmente queste praterie venivano pascolate in modo estensivo o sfalciate.
Specie presenti nell'associazione: Achillea millefolium, Asperula cynanchica, Brachypodium pinnatum, Bupleurum falcatum, Centaurea jacea, Centaurea scabiosa, Cirsium acaule, Euphorbia cyparissias, Festuca rupicola, Galium verum, Knautia arvensis, Leontodon hispidus, Linum catharticum, Lotus corniculatus, Ononis spinosa, Pimpinella saxifraga, Plantago media, Salvia pratensis, Sanguisorba minor, Bromus erectus, Cirsium pannonicum, Danthonia alpina, Festuca stricta, Hypochoeris maculata, Inula ensifolia, Onobrychis arenaria, Onobrychis arenaria, Scabiosa ochroleuca, Scorzonera purpurea, Trifolium pannonicum, Verbascum phoeniceum.

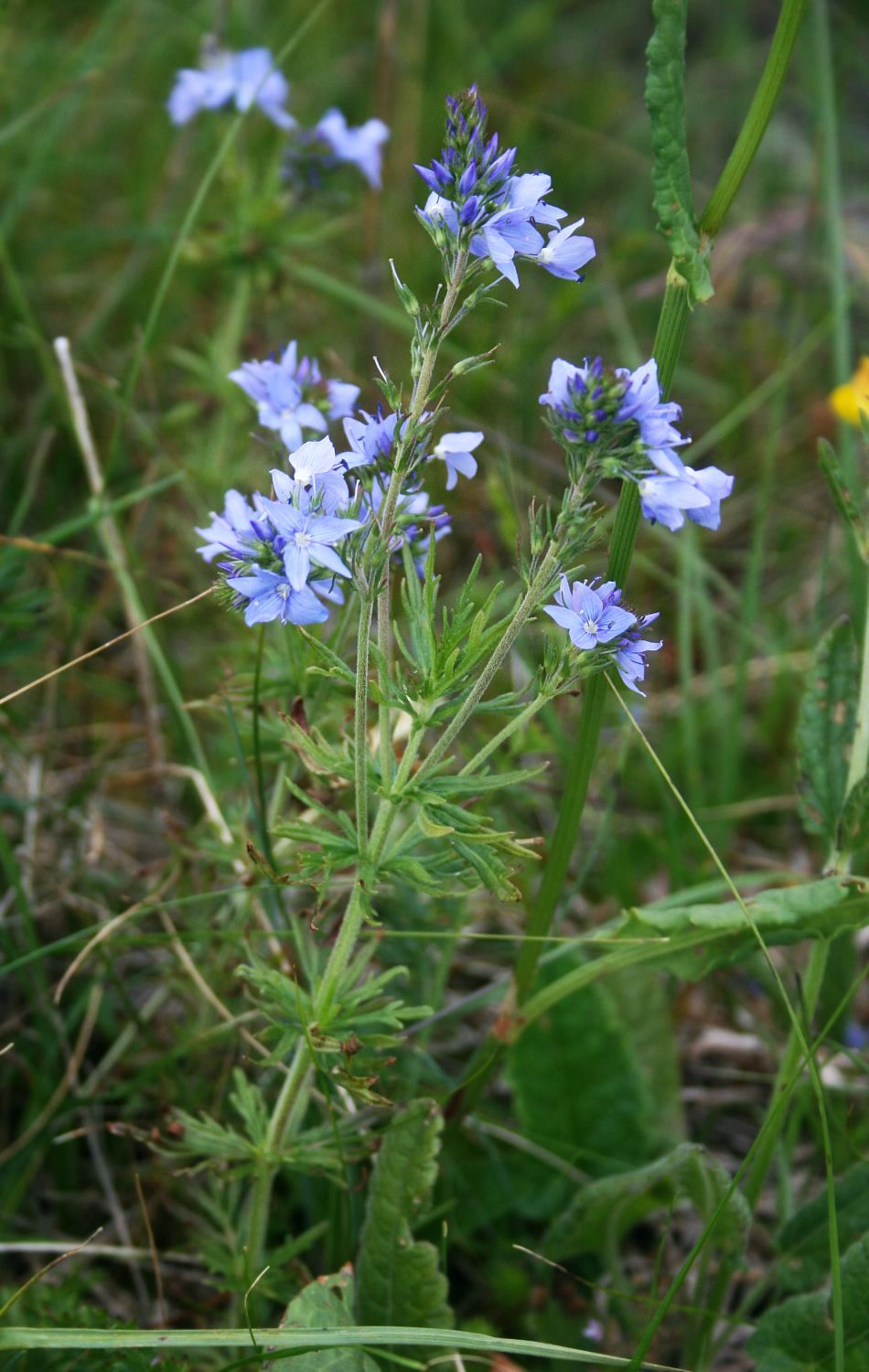
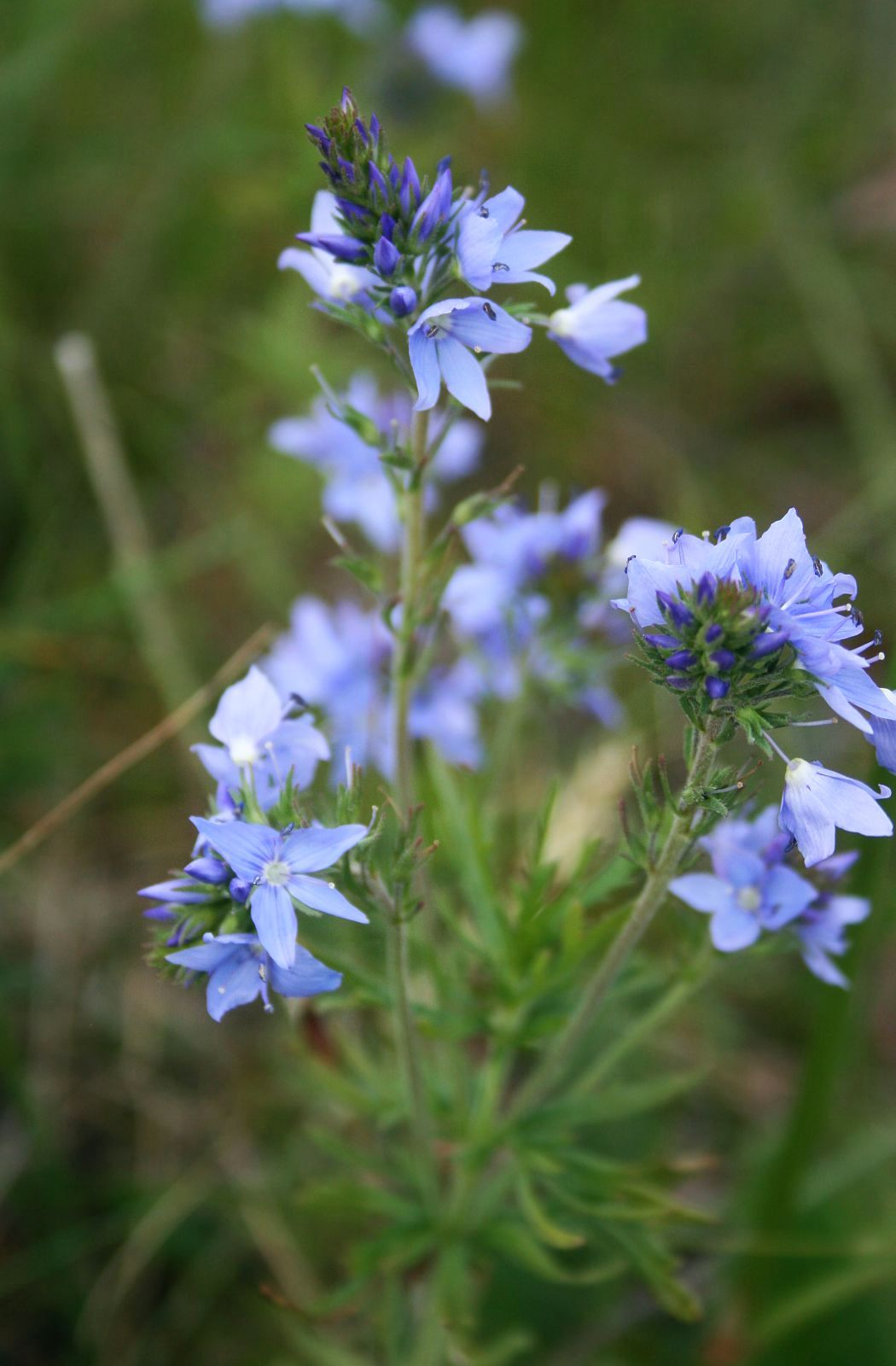

#### Sottospecieteucrium
.

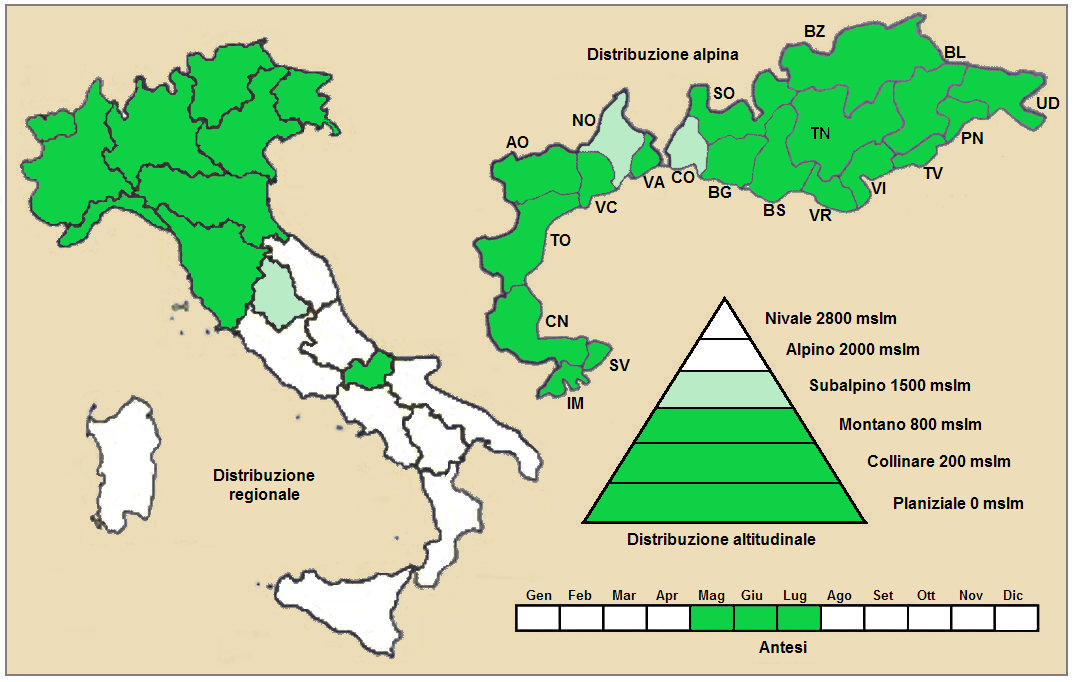
Distribuzione della sottospecie teucrium
(Distribuzione regionale -Distribuzione alpina)

- Nome scientifico: Veronica austriaca subsp. teucrium (L.) D.A.Webb.
- Nome comune: veronica maggiore.
- Descrizione:

- altezza della pianta: 3 - 10 dm;
- i fusti sono eretti e robusti con pubescenza formata da peli incurvati;
- foglie: la forma delle foglie varia da ovate a largamente lanceolata con contorno crenato o seghettato; la superficie è ricoperta da peli grigio-lanosi; anneriscono nel secco; dimensioni delle foglie: larghezza 1 - 3 cm; lunghezza 2 - 7 cm;
- le infiorescenze sono dei racemi allungati di 8 - 25 cm;
- il calice è ricoperto da peli crespi oppure è (raramente) glabro;
- il colore della corolla è celeste-profondo o blu-violetto con diametro di 12 - 18 mm.
- lunghezza dello stilo: 5 - 6 mm.
- Fioritura: da maggio a luglio.
- Geoelemento: il tipo corologico (area di origine) è Centro ed Est-Europeo / Eurasiatico.
- Distribuzione: in Italia è una specie rara e si trova solamente al Nord. Nelle Alpi è presente ovunque su entrambi i versanti (meridionale e settentrionale). Sugli altri rilievi europei collegati alle Alpi si trova nella Foresta Nera, Massiccio del Giura, Monti Balcani e Carpazi.[16]
- Habitat: per questa pianta gli habitat tipici sono i cespuglieti aridi, le boscaglie, le praterie rase e i margini erbacei. Il substrato preferito è calcareo con pH basico, medi valori nutrizionali del terreno che deve essere secco.[16]
- Distribuzione altitudinale: sui rilievi queste piante si possono trovare fino a 1.700 m s.l.m.; nelle Alpi frequentano quindi i seguenti piani vegetazionali: collinare, montano e in parte quello subalpino (oltre a quello planiziale – a livello del mare).
- Fitosociologia:

- dal punto di vista fitosociologico alpino Veronica austriaca appartiene alla seguente comunità vegetale:

- Formazione: delle comunità delle macro- e megaforbie terrestri
- Classe: Trifolio-Geranietea sanguinei
- Ordine: Origanetalia vulgaris
- Alleanza: Geranion sanguinei
- per l'areale completo italiano la sottospecie di questa voce appartiene alla stessa comunità vegetale della sottospecie jacquinii.

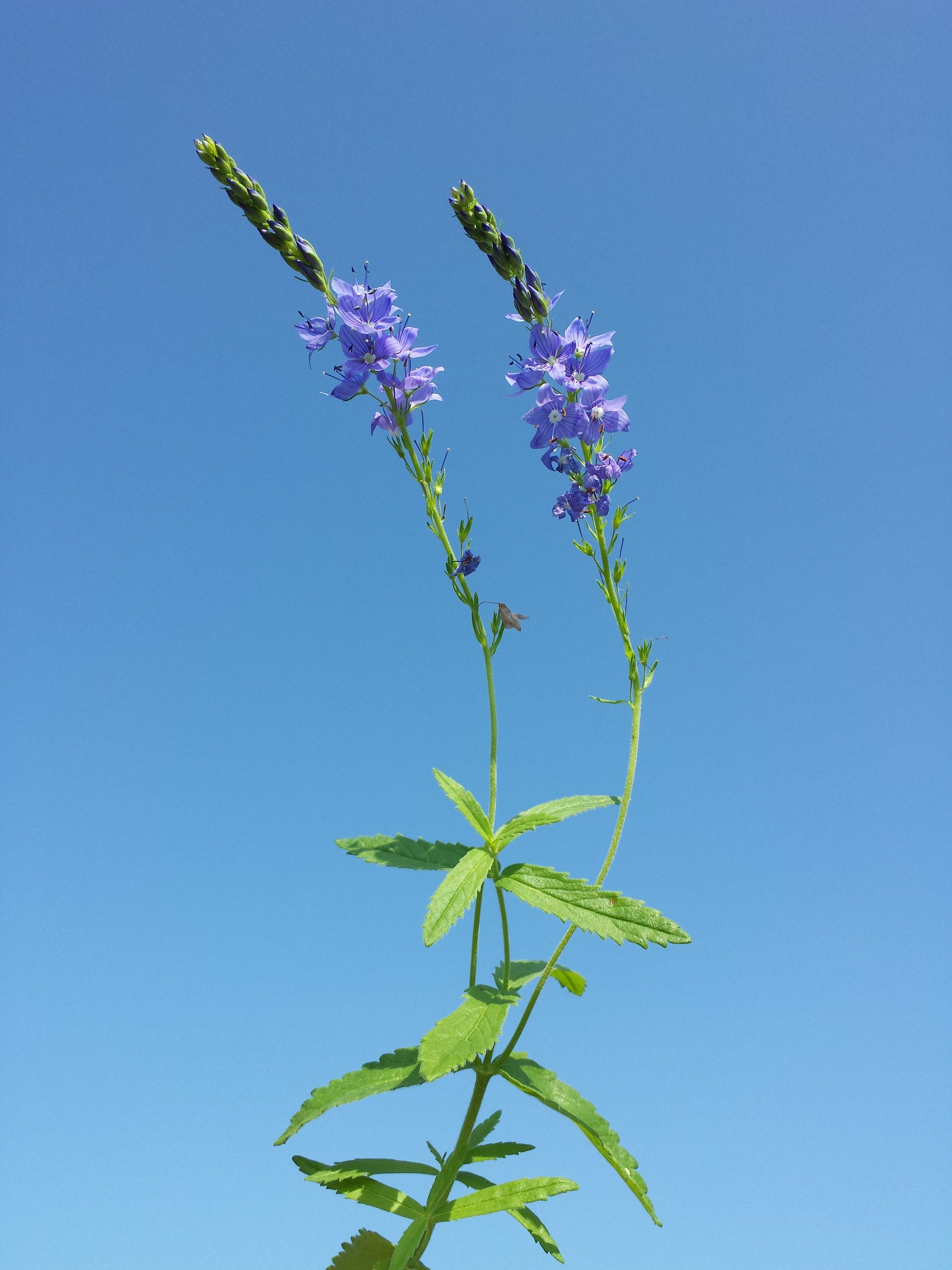
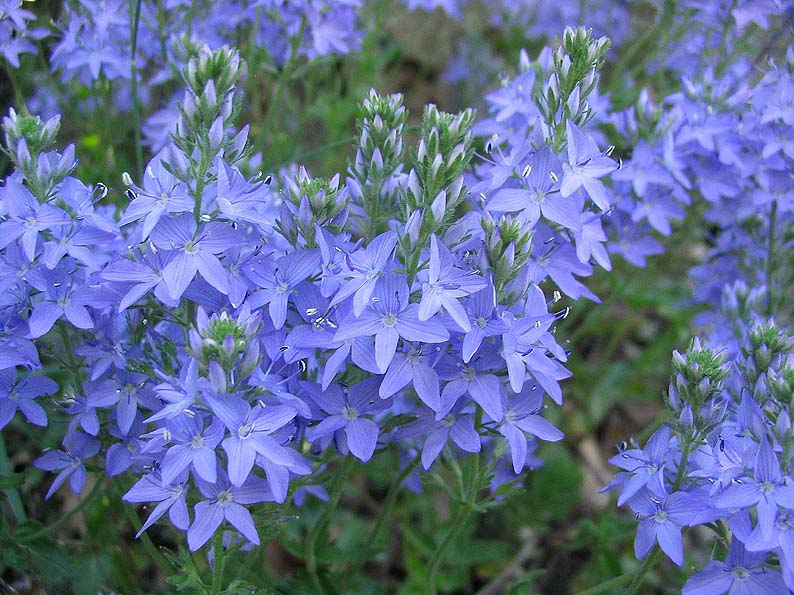
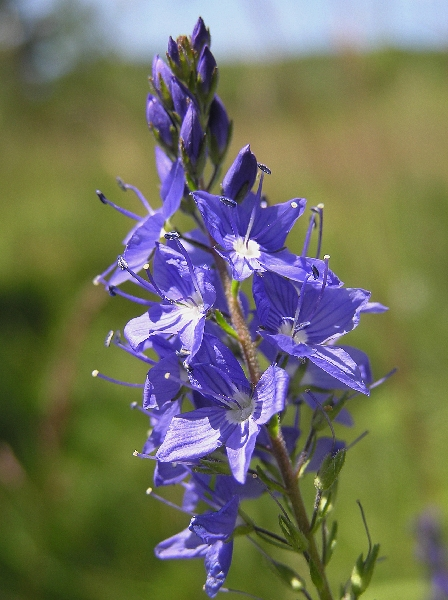
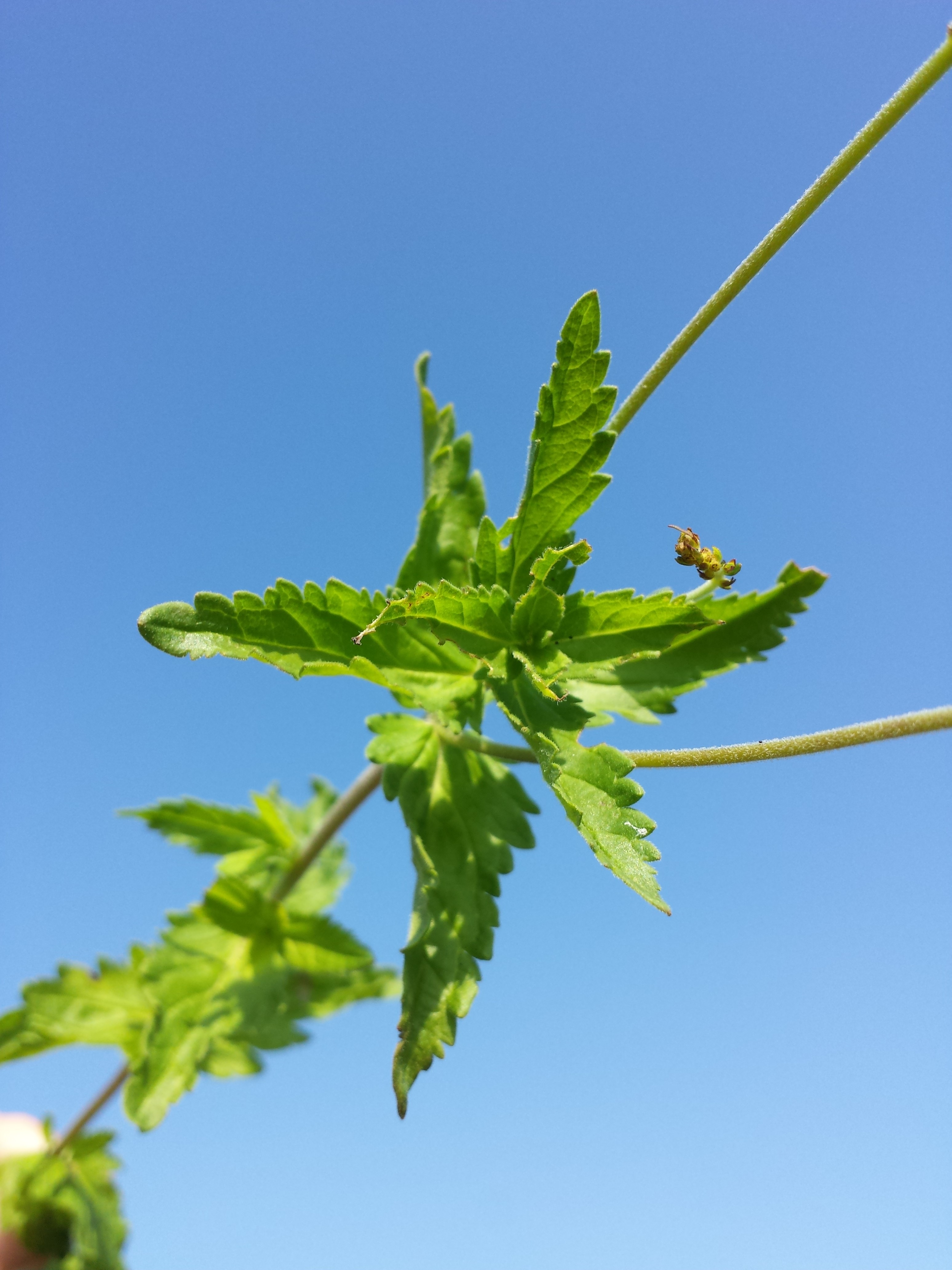

#### Sottospecie (visione sinottica)
A causa dell'alta variabilità della specie di questa voce non tutte le checklist sono concordi sulle sottospecie da assegnare a Veronica austriaca. Il seguente elenco riassume l'attuale situazione tassonomica:
| Sottospecie                        | The Euro+Med PlantBase      | The Plant List                          | Flora d'Italia (Sandro Pignatti)                                         |
| ---------------------------------- | --------------------------- | --------------------------------------- | ------------------------------------------------------------------------ |
| dentata (F. W. Schmidt) Watzl      | sottospecie di V. austriaca | sottospecie di V. austriaca             | sinonimo di V. austriaca                                                 |
| jacquinii (Baumg.) Eb. Fisch.      | sottospecie di V. austriaca | sinonimo di V. austriaca                | Veronica jacquinii Baumg.                                                |
| neiceffii (Degen) Peev             | sottospecie di V. austriaca | (non in elenco)                         | (non è presente nella flora spontanea italiana; distribuzione: Bulgaria) |
| pseudochamaedrys (Jacq.) Kerguélen | (non in elenco)             | sinonimo della subsp. teucrium          | sinonimo di V. teucrium L.                                               |
| tenuifolia (Asso) O. Bolòs & Vigo  | sottospecie di V. austriaca | sinonimo di V. tenuifolia Asso          | (non è presente nella flora spontanea italiana; distribuzione: Spagna)   |
| tenuissima Degen & Dren.           | sottospecie di V. austriaca | sinonimo di Veronica tenuissima Boriss. | (non è presente nella flora spontanea italiana; distribuzione: Bulgaria) |
| teucrium (L.) D.A. Webb            | sottospecie di V. austriaca | sottospecie di V. austriaca             | sinonimo di Veronica teucrium L.                                         |
| vahlii (Gaudin) D.A. Webb          | sottospecie di V. austriaca | sottospecie di V. austriaca             | sinonimo di V. orsiniana Ten.                                            |
| virescens (Velen.) Peev            | sottospecie di V. austriaca | sinonimo di Veronica multifida L.       | (non è presente nella flora spontanea italiana; distribuzione: Bulgaria) |

### Sinonimi
Questa entità ha avuto nel tempo diverse nomenclature. L'elenco seguente indica alcuni tra i sinonimi più frequenti:
- Veronica austriaca var. prenja Beck
- Veronica diversifolia  Pant.
- Veronica orbiculata  A.Kern
- Veronica orbiculata var. celakovskyana  K.Malý
- Veronica orbiculata var. hercegovinica  K.Malý
- Veronica orbiculata var. prenja  (Beck) K.Malý
- Veronica sclerophylla  Dubovik

## Altre notizie
La veronica austriaca in altre lingue è chiamata nei seguenti modi:
- (DE)  Österreicher Ehrenpreis
- (FR)  Véronique d'Austriche